# Emanuele Lanzerotti
Emanuele Lanzerotti (10. dubna 1872 Romeno – 3. září 1955 Masnago) byl rakouský organizátor družstevnictví a politik italské národnosti z Tyrolska (respektive z Jižního Tyrolska), na počátku 20. století poslanec Říšské rady.

## Biografie
Pocházel z bohaté rodiny. Byl doktorem filozofie a inženýrem. Působil jako elektrotechnik v Trentu. Navštěvoval národní školu, vyšší gymnázium a studoval vysokou školu technickou a univerzitu ve Štýrském Hradci a Vídni. Pracoval u drah a na telegrafním úřadu. V roce 1899 získal titul z fyziky. Během studií ho ovlivnily myšlenky liberalismu a socialismu. V roce 1894 ho kněz Francesco Giuliani pozval, aby se vrátil ze Štýrského Hradce a ujal se správy družstva v rodném Romenu. Tehdy se obrátil ke katolickému světonázoru, ovlivněnému encyklikou Rerum novarum. Podílel se na zakládání dalších katolických spolků. Byl prezidetem průmyslového a zemědělského svazu v Trentu a prezidentem Úřadu pro elektrifikaci. V roce 1902 byl členem přípravného výboru pro založení křesťansko sociální strany v jižním Tyrolsku a v roce 1904 jedním z autorů programu Italské lidové strany.
Působil i jako poslanec Říšské rady (celostátního parlamentu Předlitavska), kam usedl ve volbách do Říšské rady roku 1907, konaných poprvé podle všeobecného a rovného volebního práva. Byl zvolen za obvod Tyrolsko 19. Po volbách roku 1907 byl uváděn coby člen poslaneckého klubu Italské lidové strany.
Po uplynutí poslaneckého mandátu se kvůli názorovým rozporům rozešel s jihotyrolským prostředím a přestěhoval se do Milána. Nadále se angažoval v družstevnictví. Po válce vyvíjel aktivity i v rodném jižním Tyrolsku. Roku 1933 se stáhl z veřejného života. Bydlel v Miláně a působil jako inženýr v oboru elektrotechniky a železniční dopravy. V roce 1936 se odstěhoval do Masnaga, kde zemřel v roce 1955.